# Nicole Uphoff
Nicole Uphoff (ur. 25 stycznia 1967 w Duisburgu) – niemiecka jeźdźczyni sportowa.
Startowała w ujeżdżeniu. Na dwóch igrzyskach, w Seulu i Barcelonie, zdominowała tę konkurencję, zdobywając komplet złotych medali, po dwa w konkursie indywidualnym i drużynowym. Była także podwójną złotą medalistką mistrzostw świata w 1988, cztery lata później wywalczyła srebro indywidualnie i kolejne złoto w drużynie. Największe sukcesy odnosiła na Rembrandcie.
Była przez pewien czas żoną jeźdźca Ottona Beckera.

## Starty olimpijskie
Seul 1988
- konkurs indywidualny, konkurs drużynowy (na koniu Rembrandt) – złoto[2]

Barcelona 1992
- konkurs indywidualny, konkurs drużynowy (Rembrandt) – złoto[2]